# Ralph Neely
Ralph Eugene Neely (Little Rock, 12 de setembro de 1943 – morte anunciada em 5 de janeiro de 2022) foi um jogador profissional de futebol americano estadunidense.

## Carreira
Neely conquistou a temporada de 1977 da National Football League, jogando pelo Dallas Cowboys.

## Morte
Em 5 de janeiro de 2022, o Dallas Cowboys divulgou a morte de Neely.